# Буддгі
Буддгі (або Буддхі; eng. Buddhi) — санскритський термін, поняття у індійській філософії, розум, інтелектуально-вольова причина, один з елементів «внутрішнього органу» антахкарани. Буддгі — це те, що дає оцінку ідеям і думкам. Інструментами одержання інформації та сприйняття зовнішнього світу для буддгі виступають двоє інших елементів антахкарани — манас («зовнішній розум») і ахамкара («несправжнє его»). Буддгі — це та частина людської свідомості (чітти), яка може осягнути Бога. Друга частина чітти, манас, притягується зовнішніми матеріальними формами та схильна підпадати під вплив ахамкари. Манас і ахамкара проявляють себе в пракріті з пуруші. Буддгі володіє здатністю відрізняти істинне від несправжнього та грає ключову роль у досягненні мокші в індуїзмі, та бодгі в буддизмі.
Вперше термін буддгі згадується в «Катха-упанішаді» (I.3) де в широко відомій алегорії буддгі зображується візничим колісниці, в яку запряжені п'ять коней. Віжки тут уособлюють манас, коні — п'ять почуттів людини, а колісниця — тіло. Онтологічно, буддгі ототожнюють з хіраньягарбгою. Для індивідуальних живих істот (джив) буддгі це те саме, що й хіраньягарбга для позбавленого душі феномену матеріального всесвіту.